# Squamipalpis unilineata
Squamipalpis unilineata är en fjärilsart som beskrevs av George Thomas Bethune-Baker 1908. Squamipalpis unilineata ingår i släktet Squamipalpis och familjen nattflyn. Inga underarter finns listade i Catalogue of Life.